# Parangharjo
Parangharjo is een bestuurslaag in het regentschap Banyuwangi van de provincie Oost-Java, Indonesië. Parangharjo telt 3862 inwoners (volkstelling 2010).